# Volavérunt
Volavérunt is een Frans-Spaanse film uit 1999, geregisseerd door Bigas Luna. De film is gebaseerd op het gelijknamige boek van de schrijver Antonio Larreta.

## Verhaal
Op 23 juli 1802 houdt de hertogin van Alba een gala aan om haar nieuwe paleis in te huldigen. De opkomst is buitengewoon door de komst van premier Manuel de Godoy, de schilder Goya en Pepita Tudó. De volgende ochtend wordt de hertogin van Alba dood in haar bed gevonden.

## Rolverdeling
| Acteur               | Personage              |
| -------------------- | ---------------------- |
| Aitana Sánchez-Gijón | Duquesa de Alba        |
| Penélope Cruz        | Pepita Tudó            |
| Jordi Mollà          | Manuel de Godoy        |
| Jorge Perugorría     | Francisco Goya         |
| Stefania Sandrelli   | Maria Louisa van Parma |
| Olivier Achard       | Grognard               |
| Jean-Marie Juan      | Pignatelli             |
| Empar Ferrer         | Catalina Barajas       |
| María Alonso         | Condesa de Chinchón    |
| Zoe Berriatúa        | Príncipe Fernando      |

## Ontvangst

### Prijzen en nominaties
Een selectie:
| Jaar | Evenement                      | Categorie                          | Genomineerde                                                 | Resultaat   |
| ---- | ------------------------------ | ---------------------------------- | ------------------------------------------------------------ | ----------- |
| 1999 | San Sebastián (47ste editie)   | Gouden Schelp voor beste film      | Volavérunt                                                   | Genomineerd |
| 1999 | San Sebastián (47ste editie)   | Zilveren Schelp voor beste actrice | Aitana Sánchez-Gijón                                         | Gewonnen    |
| 2000 | Premios Goya (14de uitreiking) | Beste camerawerk                   | Paco Femenía                                                 | Genomineerd |
| 2000 | Premios Goya (14de uitreiking) | Beste artdirector                  | Luis Vallés                                                  | Genomineerd |
| 2000 | Premios Goya (14de uitreiking) | Beste kostuums                     | Franca Squarciapino                                          | Genomineerd |
| 2000 | Premios Goya (14de uitreiking) | Beste grime en haarstijl           | Lourdes Briones, Paillette, Manolo Carretero, Annie Marandin | Genomineerd |